# Гобустанская закрытая тюрьма
Гобустанская тюрьма (официально: Тюрьма пенитенциарной службы Министерства юстиции Азербайджанской Республики, на сленге заключённых: «крытка») — учреждение для отбывания наказания закрытого типа. Расположена в 70 км от столицы Азербайджана — в Гарадагском районе города Баку. Предназначена для особо опасных преступников, осуждённых на пожизненные или длительные сроки заключения, а также заключенных, переведённых сюда из колоний за неоднократные нарушения режима. Лимит содержания — 700 осуждённых, из которых около 270 — пожизненные.

## История
Построена в труднодоступной равнине на территории воинской части в районе Гобустан Азербайджанской Республики. Для персонала используется служебный автобус, которым также могут воспользоваться посещающие тюрьму визитёры.
Во времена СССР тюрьма закрытого типа в Азербайджане располагалась в г. Шуша в Нагорно-Карабахском регионе. В результате вооруженного конфликта с Арменией Шушинская тюрьма в 1992 году перешла под контроль армянской стороны и использовалась ею до осени 2020 года.
Чтобы обеспечить исполнение в Азербайджане тюремного режима, в тюрьму была переделана колония в пос. Гобустан. Это решение подвергается критике ввиду расположения тюрьмы неподалёку от музея петроглифов — государственного Гобустанского заповедника в расположенных неподалёку горах, а также неблагоприятному климату.
По распоряжению президента Азербайджана Ильхама Алиева от 11 июня 2007 г., тюрьма будет перенесена в посёлок Умбаки до конца 2012 года, но переезд на начало 2021 года все ещё не осуществлён.

## Условия содержания
Гобустанская тюрьма предусматривает круглосуточное содержание осуждённых в камерах с перерывом на часовую прогулку в прогулочных двориках внутри каждого корпуса. Единственная категория заключенных, которая имеет право на передвижение по территории тюрьмы — это осужденные из хозяйственного обслуживания.
Камеры пожизненников в основном двухместные (ширина 4, длина 2,20 метра) в корпусах № 5 и № 6, и 2- и 3-местные в корпусе № 4. Корпуса № 1 и № 2 предназначены для других категорий осужденных к содержанию в тюремном режиме, корпус № 3 считается больничным.
Площадь камер у пожизненников вдвое больше, чем в Баиловской тюрьме, есть большое окно, приличный туалет. По информации на апрель 2007 года, на 650 мест приходится 700 заключённых. Хотя по статье 70.4.3 Кодекса об исполнении наказаний Азербайджанской Республики тюремный режим может быть применен в отношении только осуждённых мужчин, закон не препятствует изменению режима осужденных с общего или строгого на тюремный в качестве наказания. Так, в 2002 году туда была переведена политическая заключённая Фарида (Фаина) Кунгурова. Информация о содержании в Гобустанской тюрьме осуждённых женщин поступала и в 2012 году, когда несколько женщин содержались здесь в отдельной камере больничного корпуса.
Заключенных в тюрьме разделяют на три категории: к первой категории относятся заключённые, переведённые с обычного на тюремный режим за неоднократные нарушения режима в других местах лишения свободы (строгий режим), ко второй категории относятся заключённые, в приговоре которых отмечается, что часть срока заключения они должны отбывать в тюрьме (общий режим), к третьей категории — заключённые с пожизненным сроком (пожизненный режим).
Изначально строгий режим изоляции заключенных несколько раз пересматривался и был несколько смягчён в результате введения нового Кодекса по исполнению наказаний  в 2000 году и изменений, внесенных в него после вступления страны в Совет Европы.
Осужденные в общих условиях содержания обладают правом на 4 краткосрочных (до 4 часов) и два длительных (до 3 суток) свидания в течение года, на получение 6 посылок, передач или бандеролей в течение года, еженедельный телефонный звонок длительностью 15 минут и на часовую прогулку ежедневно, могут расходовать до 25 манатов в месяц на приобретение продуктов питания и предметов первой необходимости (ст. 121.3 КИН). При условии соблюдения требований режима и после отбытия не менее половины установленного для отбывания в тюрьме срока наказания условия содержания могут быть улучшены, что позволяет дополнительно получить 1 длительное свидание и 6 посылок, передач или бандеролей, и расходовать на 15 манатов больше (ст. 121.4 КИН).
Строгие условия содержания предусматривают (ст. 121.5 КИН) право на 2 краткосрочных свидания, 6 посылок, передач или бандеролей в год, ежедневную 1-часовую прогулку, еженедельный телефонный звонок длительностью 15 минут и приобретение продуктов питания и предметов первой необходимости на 15 манатов ежемесячно.
Пожизненный режим включает право заключённых на 2 длительных и 6 кратковременных свидания, получение 8 посылок, передач или бандеролей, ежедневную 1-часовую прогулку, 2 телефонных звонка в месяц, приобретение продуктов питания и предметов первой необходимости на 25 манатов ежемесячно (ст.122.1 КИН). Улучшенный режим доступен через 10 лет, при этом заключённые дополнительно получают 2 кратковременных и 1 длительное свидания, 2 посылки, передачи или бандероли, 2 дополнительных телефонных разговора, и могут дополнительно тратить 25 манатов (ст.122.2 КИН).
Лекарственные препараты и изделия, получаемые осуждёнными на основании медицинского заключения, не включаются в количество посылок, передач и бандеролей, и сдаются в санитарно-медицинскую часть для лечения осуждённых.
Посылка и получение писем и телеграмм не ограничивается, однако осуществляется за счёт собственных средств (как и междугородные звонки). Телефонные разговоры контролируются, а переписка подвергается досмотру, за исключением переписки с адвокатами или иными лицами, оказывающими правовую помощь осуждённым на законных основаниях, а также с омбудсменом. Встречи с адвокатами не ограничиваются по количеству.
В камерах разрешено держать радиоприёмники (с 2001 г.) и телевизоры (с 2008 г.), книги и журналы в количестве до 10 экземпляров на осуждённого. Возможна также подписка на периодику за счет осуждённого, запрещено лишь получение изданий, содержащих порнографию и пропаганду жестокости.
С 10 марта 2000 года представителям Международного комитета Красного Креста гарантирован доступ во все пенитенциарные учреждения Азербайджана, в том числе и Гобустанскую тюрьму. Ввиду жалоб (в основном от пожизненных заключённых), тюрьма с 2000 г. неоднократно посещалась различными структурами ООН  и Совета Европы , , которые критически оценили условия содержания. Последний такой визит Европейского комитета по предотвращению пыток состоялся в декабре 2020 года .
Для политических заключённых какого-либо специального режима не предусмотрено, однако они контролируются пристрастней ввиду склонности к подаче жалоб в международные инстанции. В настоящее время комитеты ООН и Европейский суд по правам человека уже рассмотрели несколько жалоб заключённых на режим Гобустанской тюрьмы.

## Интересные факты
В ночь с 7 на 8 января 1999 года содержавшиеся здесь политические заключенные — бывшие офицеры армии и полиции (бывший генерал-майор Вахид Мусаев, бывший полковник Фаик Бахшалиев и другие) подняли мятеж и установили контроль над тюрьмой, открыв все камеры и захватив у охранников автоматическое оружие. Однако уголовники практически сразу расценили событие как «разборку между бывшими и нынешними „погонниками“» и в большинстве своем разошлись по камерам. Активное участие в событиях приняли около 35 человек, из которых 11 были убиты при попытке выезда за ворота тюрьмы на предоставленном им властями микроавтобусе, и ещё 23 были осуждены к срокам до 15 лет лишения свободы на выездной сессии Верховного cуда в марте 2000 года. Погиб также офицер охраны, бывший заложником бунтовщиков, а ещё более 20 получили ранения различной тяжести. В качестве подсудимого проходил один из охранников, который попал под амнистию и был освобожден от наказания.
После этого бунта, когда восставшие намеревались использовать содержавшихся в тюрьме армянских пленных в качестве «живого щита» и заложников, властями Азербайджана было принято решение о переводе всех пленных в следственный изолятор Министерства национальной безопасности.
В феврале 2005 году в тюрьму вводились внутренние войска в связи с акцией массового неповиновения заключенных. Бунт проводился в знак солидарности с бунтами в других колониях после ареста брата «положенца» тюрьмы, вора в законе Надира Салифова.
После бунта 1999 года следующая попытка побега из тюрьмы была предпринята в 2008 года, когда охрана 21 июня обнаружила многометровый тоннель, прокопанный двумя пожизненными заключенными из корпуса № 4. Один из них был обнаружен повешенным в камере штрафного изолятора, куда он был помещен на период дознания, после того, как накануне был допрошен сотрудниками тюрьмы.

## Известные заключенные Гобустанской тюрьмы
- Газиев, Рагим Гасан оглы — бывший министр обороны Азербайджана (1992—1993)
- Гумматов, Альакрам Алекпер оглы — полковник, бывший заместитель министра обороны Азербайджана (1992—1993)
- Гусейнов, Сурет Давуд оглы — бывший премьер-министр Азербайджана (1993—1994)